# Three Minutes
"Three Minutes" er det 46. afsnit af tv-serien Lost. Episoden blev instrueret af Stephen Williams og skrevet af Edward Kitsis & Adam Horowitz. Det blev første gang udsendt 17. maj 2006, og karakteren Michael Dawson vises i afsnittets flashbacks.